# 여과 (수학)
수학에서 여과(濾過, 영어: filtration)는 전순서 집합으로 지표화된 일련의 부분 대상들로 구성된 구조이다.

## 정의
범주 {\displaystyle {\mathcal {C}}}의 대상 {\displaystyle X\in {\mathcal {C}}}이 주어졌다고 하자. 그 위의, 부분 대상의 부분 순서 집합 {\displaystyle \operatorname {Sub} (X)}을 정의할 수 있다.
전순서 집합 {\displaystyle I}에 대하여, {\displaystyle X} 위의 {\displaystyle I}-오름 여과(영어: ascending filtration)는 다음과 같은 데이터로 주어진다.
- 전순서 집합 {\displaystyle (I,\leq )}
- 순서 보존 함수 {\displaystyle I\to \operatorname {Sub} (X)}, {\displaystyle i\mapsto X_{i}}.

이 데이터는 다음 조건을 만족시켜야 한다.
{\displaystyle \varinjlim _{i\in I}X_{i}=X}
{\displaystyle X} 위의 {\displaystyle I}-내림 여과(영어: descending filtration)는 {\displaystyle I^{\operatorname {op} }}-올림 여과와 같은 개념이다.
흔히 {\displaystyle I}의 경우 보통 자연수의 전순서 집합 {\displaystyle (\mathbb {N} ,\leq )}이 사용된다.
마찬가지로, 부분 대상의 집합 {\displaystyle \operatorname {Sub} (X)} 대신 몫 대상의 집합 {\displaystyle \operatorname {Quot} (X)}을 사용하면 쌍대 여과(영어: cofiltration)의 개념을 정의할 수 있다. 이는 반대 범주 {\displaystyle {\mathcal {C}}^{\operatorname {op} }}에서의 여과와 같다.

## 예

### 가군
환 {\displaystyle R} 위의 왼쪽 가군 {\displaystyle _{R}M} 위의 {\displaystyle \mathbb {N} }-감소 여과
{\displaystyle M=M_{0}\supseteq M_{1}\supseteq M_{2}\cdots M}
가 주어졌다고 하자. 이 경우, {\displaystyle M}에 다음과 같은 기저로 정의되는 자연스러운 위상을 부여할 수 있다.
{\displaystyle \left\{m+M_{i}\colon i\in \mathbb {N} ,\;m\in M\right\}}
이러한 위상이 하우스도르프 공간이 될 필요 충분 조건은
{\displaystyle \bigcap _{i\in \mathbb {N} }M_{i}=\{0\}}
인 것이다.
특히, 만약 {\displaystyle R}의 양쪽 아이디얼 {\displaystyle {\mathfrak {i}}}가 주어졌을 때, 여과
{\displaystyle M_{i}={\mathfrak {i}}^{i}M}
에 대응되는 위상은 {\displaystyle {\mathfrak {i}}}진 위상(영어: {\displaystyle {\mathfrak {i}}}-adic topology)이라고 한다. 이는 대수기하학에서 등장한다.

### 결합 대수
가환환 {\displaystyle R} 위의 결합 대수 {\displaystyle A}가 주어졌으며, 그 위에 {\displaystyle R}-가군으로서의 {\displaystyle \mathbb {N} }-올림 여과
{\displaystyle A_{0}\subseteq A_{1}\subseteq \cdots A_{\infty }=A}
가 주어졌다고 하자. (그러나 이는 {\displaystyle R}-결합 대수로서의 여과가 아닐 수 있다.) 또한, 이 여과가 결합 대수 구조와 다음과 같이 호환된다고 하자.
{\displaystyle A_{i}A_{j}\subseteq A_{i+j}\qquad \forall i,j\in \mathbb {N} }
(특히, {\displaystyle 1_{A}\in A_{0}}이어야 한다.) 그렇다면, 다음과 같은 {\displaystyle R}-등급 대수를 정의할 수 있다.:64, §2.1
{\displaystyle \operatorname {gr} A=A_{0}\oplus \bigoplus _{i\in \mathbb {N} }{\frac {A_{i+1}}{A_{i}}}}
그 위의 곱셈은 다음과 같다.
{\displaystyle (a+A_{i})(b+A_{j})=ab+A_{i+j}\qquad \forall i,j\in \mathbb {N} ,\;a\in A_{i+1},\;b\in A_{j+1}}
{\displaystyle (a+A_{i})b=ab+A_{i}\quad \forall i\in \mathbb {N} ,\;a\in A_{i+1},\;b\in A_{0}}
{\displaystyle b(a+A_{i})=ba+A_{i}\quad \forall i\in \mathbb {N} ,\;a\in A_{i+1},\;b\in A_{0}}
이 경우
{\displaystyle 1_{\operatorname {gr} A}=1_{A}}
이다.
여기서 자연스러운 결합 대수 사상
{\displaystyle A\to \operatorname {gr} A}
{\displaystyle a\mapsto a+A_{i-1}\qquad \forall a\in A_{i}}
을 기호 사상(記號寫像, 영어: symbol map)이라고 한다.:64, §2.1

### 벡터 공간
선형대수학에서, 체 {\displaystyle K} 위의 벡터 공간 {\displaystyle V}의 오름 여과
{\displaystyle V_{0}\subseteq V_{1}\subseteq \cdots \subseteq V}
에서, 만약 모든 포함 관계가 자명하지 않다면, 즉
{\displaystyle V_{0}\subsetneq V_{1}\subsetneq \cdots }
이라면, 이를 기(旗, 영어: flag)라고 한다.

### 시그마 대수
{\displaystyle (T,\lesssim )}가 원순서 집합이라고 하자. 시그마 대수 {\displaystyle \Sigma } 위의 (오름) 여과는 순서 보존 함수
{\displaystyle T\to \operatorname {Sub} (\Sigma )}
{\displaystyle t\mapsto \Sigma _{t}}
를 뜻한다. 즉, 다음 조건이 성립하여야 한다.
임의의 {\displaystyle t,t'\in T}에 대하여, {\displaystyle \Sigma _{t}\subseteq \Sigma _{t'}}
여기서 {\displaystyle \operatorname {Sub} (\Sigma )}는 {\displaystyle \Sigma }의 부분 시그마 대수들의 (부분 집합 관계에 대한) 부분 순서 집합이다.
여기서, {\displaystyle T}의 원소는 보통 "시간"이라고 불린다.
여과를 갖춘 시그마 대수를 여과 시그마 대수(濾過σ代數, 영어: filtered sigma algebra)라고 하며, 마찬가지로 여과 확률 공간(濾過確率空間, 영어: filtered probability space) 따위를 정의할 수 있다.
이는 금융공학에서 가격의 움직임을 모형화하는 데 중요하게 쓰인다. 이 경우 {\displaystyle \Sigma _{t}}는 시점 {\displaystyle t}에 시장에 공개된 정보의 양을 나타내며, 따라서 여과를 통해 가격을 {\displaystyle \Sigma _{t}}-마팅게일로 만듦으로써 완전 시장을 모형화할 수 있다.

## 같이 보기
- 여과 확률 공간
- 필터 (수학)